# Jon Imanol Azúa
Jon Imanol Azúa Mendia (Bilbao, 27 de noviembre de 1953) es un político y gestor empresarial español.
Emigrante  en México, fue allí donde recibió su formación como ingeniero electro-mecánico, con especialidad de Ingeniería industrial, por la Universidad de Anáhuac y la Universidad Nacional Autónoma. Al regresar a España, se graduó como Ingeniero industrial en la Escuela Técnica Superior de Ingenieros Industriales de la Universidad del País Vasco y obtuvo un master en Economía y Dirección de Empresas por el Instituto de Estudios Superiores de la Empresa. Ph.D en Public and Business Administration por la Universidad Lasalle (Estados Unidos).
Militante del Partido Nacionalista Vasco (PNV) desde su estancia en México, participó en la política española durante el periodo de la Transición como diputado al Congreso por el PNV, escaño obtenido en las elecciones de 1979.
Constituido el primer Gobierno Vasco tras la restauración democrática, en 1980 fue nombrado Subdirector de Servicios y Estudios y Director de Planificación y Gestión Económica del Departamento de Transportes, Comunicaciones y Asuntos Marítimos, cargo que ocupó hasta 1982. Un año más tarde, fue elegido diputado foral por Vizcaya, pasando en 1985 a ocupar puestos de máxima responsabilidad en el Gobierno Vasco: Consejero de Trabajo, Sanidad y Seguridad Social hasta 1987, y tras ser elegido diputado al Parlamento Vasco en 1987, Consejero Secretario de la Presidencia durante un año. Se reincorporó al Gobierno Vasco en 1991 como Vicepresidente Primero para Asuntos Económicos y Consejero de Industria y Energía, hasta que en 1995 abandonó la política. Su participación en el Gobierno Vasco coincidió con el periodo en el que fue Lendakari José Antonio Ardanza.
En su actividad privada, ha trabajado para diversas empresas, entre las que destacan el
Banco de Vizcaya y el Grupo Mondragón, hasta 1980; y tras abandonar la política ha trabajado en  Business Consulting.
Es también autor de numerosas publicaciones y artículos sobre economía y empresa, y es profesor invitado de IESE y de la Universidad de Deusto.